# Roberto Orallo
Roberto Orallo Pérez (Santander, Cantabria; 8 de marzo de 1947) es un artista plástico español perteneciente a la generación de pintores contemporáneos de la década de 1970. Licenciado en Bellas Artes por la Escuela superior de Bellas Artes San Carlos de Valencia, ha realizado más de veinte exposiciones a lo largo de su trayectoria profesional en diferentes países de Europa, México y Estados Unidos.
Fue precursor de uno de los primeros bachilleratos de arte en España y de la Escuela de arte N.º 1 de Puente San Miguel en Cantabria, la cual dirigió durante sus cuatro primeros años.

## Biografía

### Inicios
Desde la Educación Primaria tuvo interés por la pintura, pero comenzó los estudios de ingeniero de Caminos. Poco después decidió dejarlos para licenciarse en Bellas Artes por la Escuela Superior de Bellas Artes de San Carlos de Valencia. Durante su estancia en Valencia vivió los cambios que produjo en su escuela el Mayo de 1968 en Francia.

### Exposiciones

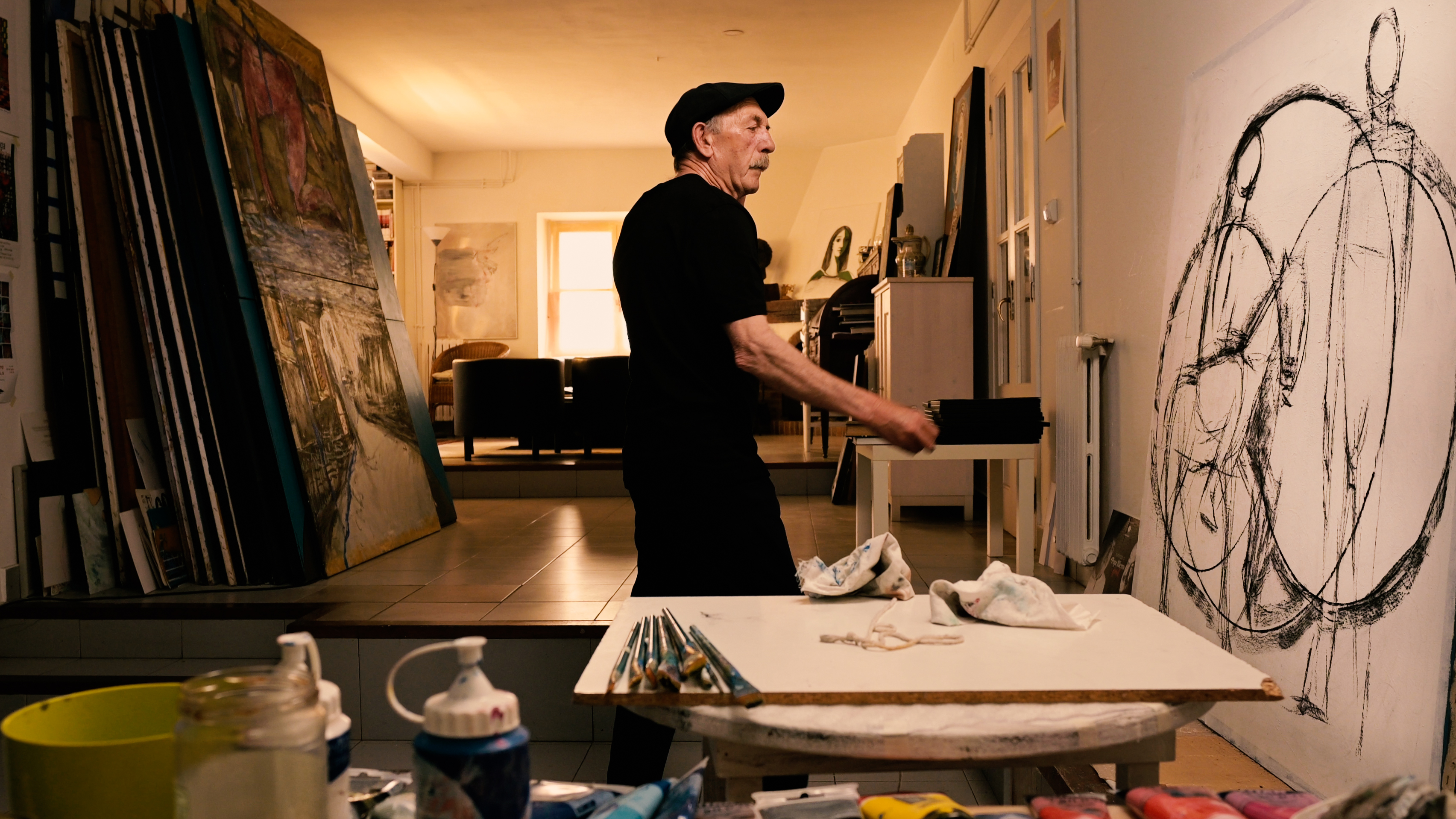
Roberto Orallo en su estudio

Su primera exposición la realizó en 1972 en la Galería Bisbal de Valencia. La Galería Sur de Santander fue muy importante en su carrera artística, ya que era conducida desde 1952 por el poeta y novelista Manuel Arce, gran valedor del artista. Expuso por primera vez en ella en 1975 con la serie Figura y paisaje, y desde entonces en 1977 Figuras, en 1980 La Plancha y en 1991 El Ruedo. En 1984 expuso Contraventanas en el museo de Bellas Artes y desde entonces ha expuesto en numerosas galerías de arte de España y de otros países del mundo. Llevó la serie Lo Charmen (e le infinite) fantasie a Milán en 1985, Los trabajos de Hércules a Ruan, Oporto y Lisboa, Brindis a Ginebra, Palabras en reposo a la Galería Lourdes Chumacerro de Ciudad de México en 1995 e Interieur exterieur a Bruselas en 1998.
Desde el año 2000 la mayoría de sus exposiciones se han realizado en Cantabria, como la exposición Sin título desarrollada en el centro cultural de Tantín en 2006, la serie Implantes, expuesta en la galería Rúas de Laredo en 2007, Momentos en la Galería Cervantes de Santander en 2009, En los colores de la noche en Santander en 2010, A tres voces en Arnuero en 2014, Perspectivas en el tiempo en Torrelavega en 2016, Mi puerto en 2018 y Traslúcida materia en 2019, ambas en Santander, y Punto de encuentro en Camargo en 2021 y 2022. Además, ha expuesto Compañeros de viaje en Granada en 2012, y presentó un mosaico pictórico humanista en Madrid en 2006, en el stand de Cantabria en Arco, la Feria Internacional de Arte Contemporáneo.
Una de sus obras más reconocidas es el tríptico Metamorfosis, recreación de El jardín de las delicias de El Bosco que se estrenó ante 400 personas en la Biblioteca Central de Cantabria en 2011. La Consejería de Cultura del Gobierno de Cantabria retiró la obra en 2012, y fue recuperada por el Instituto Santa Clara después de mucha polémica entre los partidos políticos.

### Murales
En 1981 realizó su primer mural en el bar Iguña, hoy Casa Ajero. En 1987 cofundó la Asociación Genoz en Cacicedo, que posteriormente ha apoyado su creación artística. En 1988 ganó el concurso público para pintar la torre del Rhin (actual restaurante Maremondo). En 2002 y 2020 lo restauró. Además, ha pintado en otros lugares privados como el Palacio de Soñanes (realizó una bóveda y cuatro murales sobre los cuatro elementos vitales), el Hospital Marqués de Valdecilla, el IES Santa Clara de Santander, Viajes Massana, el Colegio Mateo Escagedo en Cacicedo, en una barrica para la Bodega del Riojano o en el restaurante Annua. También hay obras de menor formato en la Cafetería Pombo, Bar La Traída y la Bodega La Montaña.
En 2007 presentó Amanecer, un mural realizado en Santoña en recuerdo a las cinco víctimas del Nuevo Pilín, barco que naufragó el 19 de noviembre de 2004. La obra es conceptual, con muchos óvalos blancos, que representan personas desaparecidas en el mar, y cinco espacios en negro, que aluden a los fallecidos en el Nuevo Pilín. El trabajo ocupa 350 metros cuadrados y contiene 105 piezas de aluminio.

### Educación
Comenzó a trabajar como profesor en Pamplona, donde vivió durante seis años. A partir de ahí trabajó otros 34 años como profesor en Cantabria. Desde 1978 hasta 2008 en el IES Santa Clara de Santander y posteriormente cuatro más como director de la Escuela de Arte N.º 1 de Reocín. En 1993 logró que se crease el bachillerato experimental de Artes en el IES Santa Clara de Santander, convirtiéndose en uno de los cinco primeros centros a nivel nacional que consiguió impartir este tipo de disciplina.
En el año 2007 el Ayuntamiento de Reocín rehabilitó el colegio San Juan Sitges, situado en Puente San Miguel, para convertirlo en la Escuela de arte N.º 1. En septiembre de 2008 comenzó el primer curso de la institución, con Orallo como director de la escuela, cargo que mantuvo hasta el 2010. El centro cambió en 2019 su denominación a ESAC Roberto Orallo, en honor al pintor.

## Publicaciones y documental

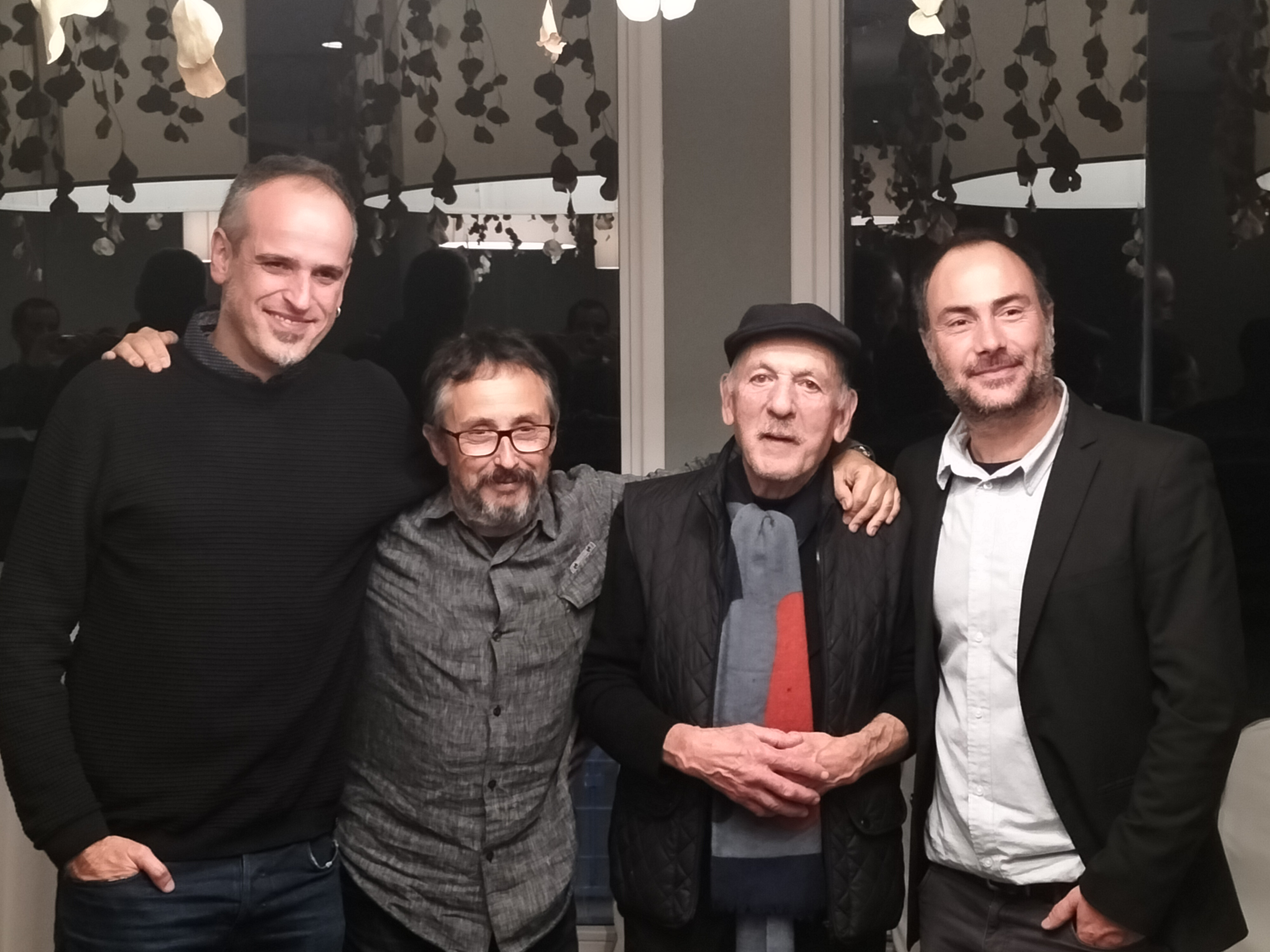
Tras el estreno del documental En la línea del horizonte junto a Gorka Hermosa, Marcos Fernández Aldaco e Iñaki Pinedo

A lo largo de los años varios han sido los libros que se han publicado con sus obras, como el titulado Roberto Orallo, escrito por Carlos Nieto y publicado por el Colegio Oficial de Arquitectos Técnicos de Cantabria en 2006, que recogía casi 140 de sus obras. En 2008 su biografía fue recogida en el cuarto volumen de la colección de libros Artistas plásticos del siglo XXI. En 2013 publicó su libro Catarsis, mismo título que utilizó para una exposición de 32 obras realizada en el Espacio Fraile y Blanco de Santander. Las obras expuestas habían sido realizadas por el artista entre las doce de la noche y las ocho de la mañana.
Tras dos años de trabajo, el 24 de noviembre de 2022 se estrenó En la Línea del Horizonte, documental sobre la biografía del artista. La obra fue dirigida por Iñaki Pinedo junto a Marcos Fernández Aldaco, con la producción de Velycordero y el Colectivo Gelsomina, y la música del acordeonista Gorka Hermosa.

## Estilo
En sus primeros años expone obras surrealistas. A continuación, le siguió una etapa estética compositiva próxima al cubismo, pero ya comienza a aparecer habitualmente el ser humano en una etapa figurativa metafísica. A continuación se centra en la pintura paisajística, mezclando después ambas tipologías. Tras viajar a Italia en 1983 comienza una etapa neoexpresionista y dos años más tarde trabaja como ilustrador de las obras de José Hierro. Desde 1996 continúa con un estilo neoexpresionista, pero con toques abstractos y figurativos.
A lo largo de los años se ha hecho habitual que elabore series temáticas a modo de narrativas, que responden a arquetipos de la historia humana, con trasfondo social o político. También ha sido constante en su estética el trabajo sobre el espacio. En los últimos años ha simplificado los elementos formales de sus trabajos, creando formas más conceptuales. Comenzó pintando polígonos y sólidos rectilíneos para pasar a las formas circulares.